# Єрназарівський сільський округ
Єрназа́рівський сільський округ (каз. Ерназар ауылдық округі, рос. Ерназаровский сельский округ) — адміністративна одиниця у складі Бескарагайського району Абайської області Казахстану. Адміністративний центр — село Єрназар.
Населення — 1700 осіб (2021; 2440 у 2009, 2628 у 1999, 3315 у 1989).
Станом на 1989 рік існували Коянбайська сільська рада (село Коянбай) та Сосновська сільська рада (села Морозовське, Полянка, Сосновка). До 2011 року округ називався Сосновським. Село Полянка було ліквідоване 2017 року.

## Склад
До складу округу входять такі населені пункти:
| Населений пункт           | Старі назви | Населення, осіб (1989) | Населення, осіб (1999) | Населення, осіб (2009) | Населення, осіб (2021) |
| ------------------------- | ----------- | ---------------------- | ---------------------- | ---------------------- | ---------------------- |
| Єрназар, село             | Сосновка    | 1630                   | 1337                   | 1248                   | 1001                   |
| Коянбай, село             | -           | 1053                   | 874                    | 765                    | 420                    |
| Морозовський лісхоз, село | Морозовське | 437                    | 363                    | 408                    | 279                    |
| Полянка, село             | -           | 195                    | 54                     | 19                     | -                      |